# Mulassa de Valls
La mulassa de Valls és un element del bestiari de Valls (Alt Camp). Construïda el 1987, és la més gran de tot Catalunya, amb una llargada de 460 cm, una amplada de 110 cm i una alçada de 295 cm. Té un pes de 100 kg i és carregada per quatre portadors (dos davant i dos darrere). Està construïda en cartró, fibra de vidre, ferro i roba. Té un color de pell marronós, propi d’una mula, i va vestida amb una roba de vellut vermellós, damunt de la qual hi porta una flassada verda amb l'escut de la ciutat. Participa en la Festa Major de Sant Joan, Festes de la Candela, la calçotada i la Fira de Santa Úrsula.
Està documentada des del XVI, quan va assistir a la rebuda del rei Felip II a Barcelona. Participava a les processons, que explicaven episodis de la Bíblia; la Mulassa formava part de l’entremès de Betlem, on l’acompanyava el bou. La peça va ser recuperada per la Unió Anelles de la Flama per la Festa Major de l'any 1987.

## Mulasseta
El 31 de desembre de 1999, a les 12 de la nit, al Centre Cultural Municipal de Valls, la Mulassa va donar a llum a la Mulasseta de Valls, o Mulassa petita de Valls, la seva versió infantil, que cinc dies més tard ja va participar a la Cavalcada de Reis, on va rebre els guarniments que llueix, de mans de Ses Majestats els Reis d’Orient. Els portadors són nens i nenes d'entre 8 i 12 anys i fa el mateix ball que la gran, els mateixos passos. Inicialment, la portaven quatre infants (dos davant i dos darrere), però després de fer algun ajustament perquè pesés menys, ara la duen dos nens: un davant i l'altre darrere.